# Vestre Bokn
Vestre Bokn  est une île des trois îles qui compose la commune de Bokn (avec Austre Bokn et Ognøya), dans le comté de Rogaland, dans la mer du Nord.

## Description
L'île de 36 km2 se trouve sur le côté nord du Boknafjord entre les îles de Karmøy (à l'ouest) et d'Ognøya et Austre Bokn (au nord-est). Elle est reliée aux deux autres îles et au continent par une série de ponts le long de la Route européenne 39 (E39). Le principal centre de population de l'île est le village de Føresvik (en), le centre administratif de toute la municipalité. 
Il existe une ligne de ferry régulière de l'île à travers le Boknafjorden jusqu'à l'île de Rennesøy, qui à son tour est reliée à la ville de Stavanger par une série de routes, de ponts et de tunnels. Le tunnel Rogfast, actuellement en construction, reliera cette île à la péninsule continentale de Stavanger au sud.

## Galerie

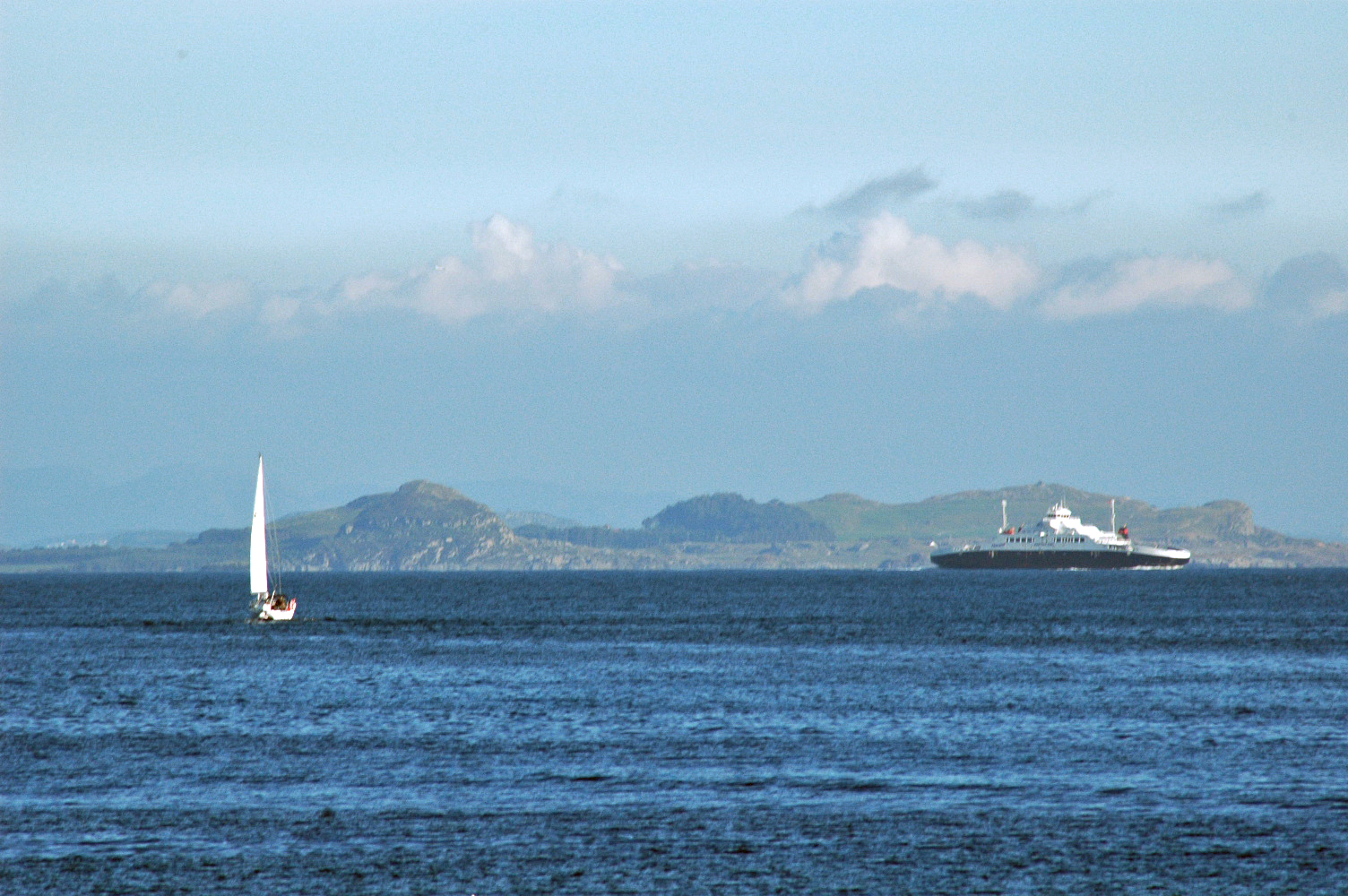
Boknafjord
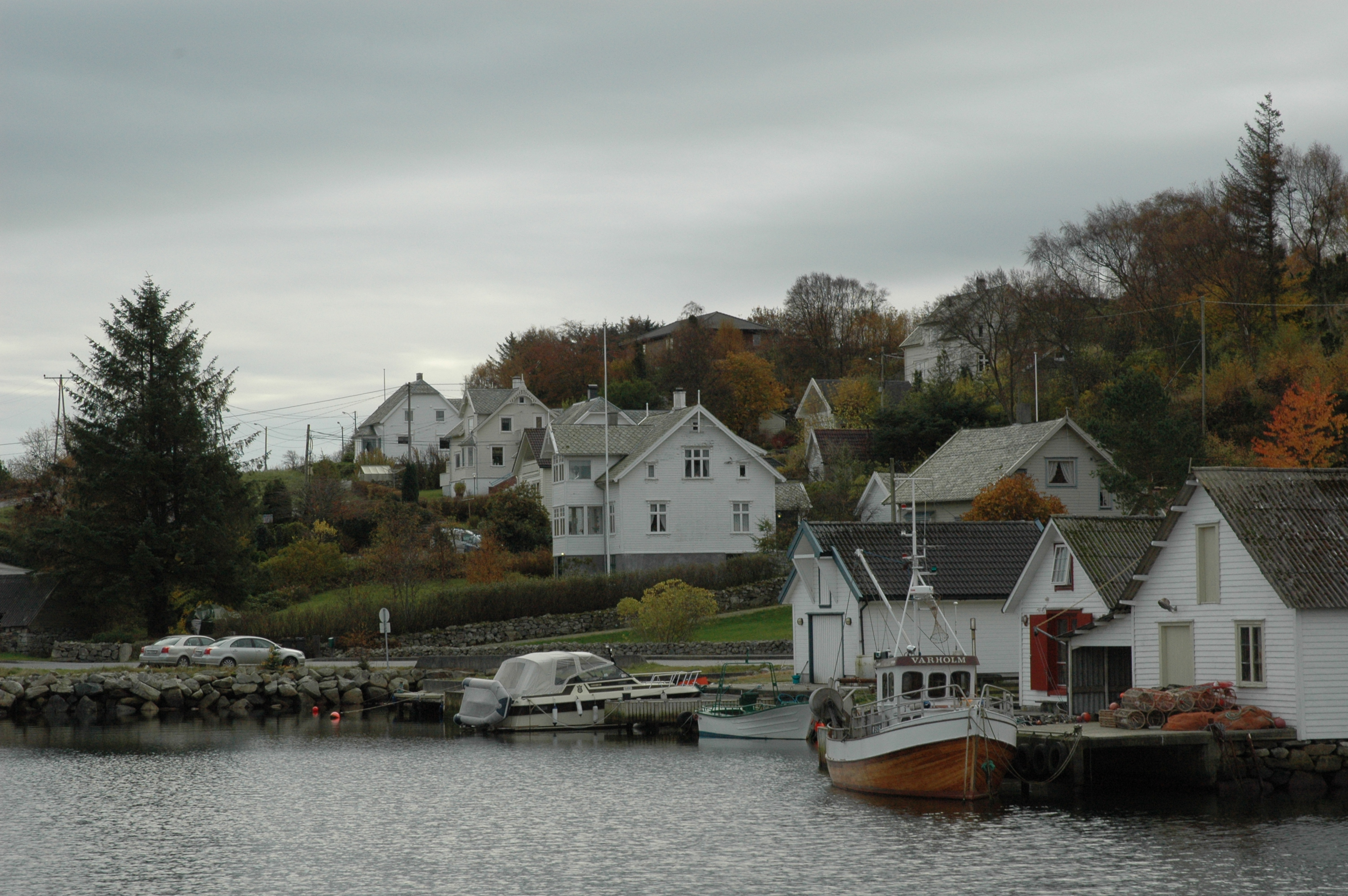
Føresvik
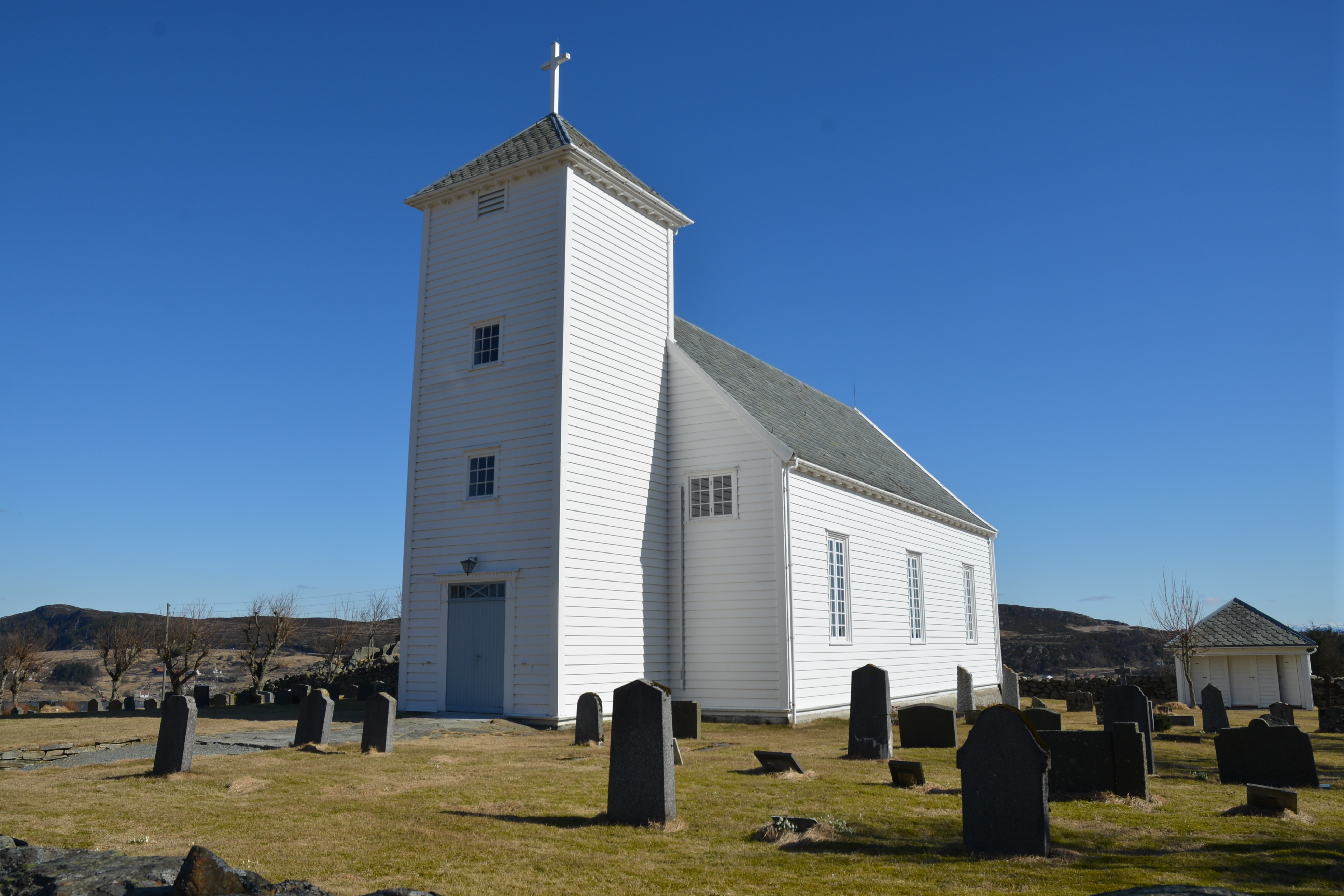
Église de Bokn